# Chiesa dell'Immacolata (Crotone)
La chiesa dell'Immacolata è una chiesa rettoria situata nel centro storico di Crotone, in corso Vittorio Emanuele.

## Storia

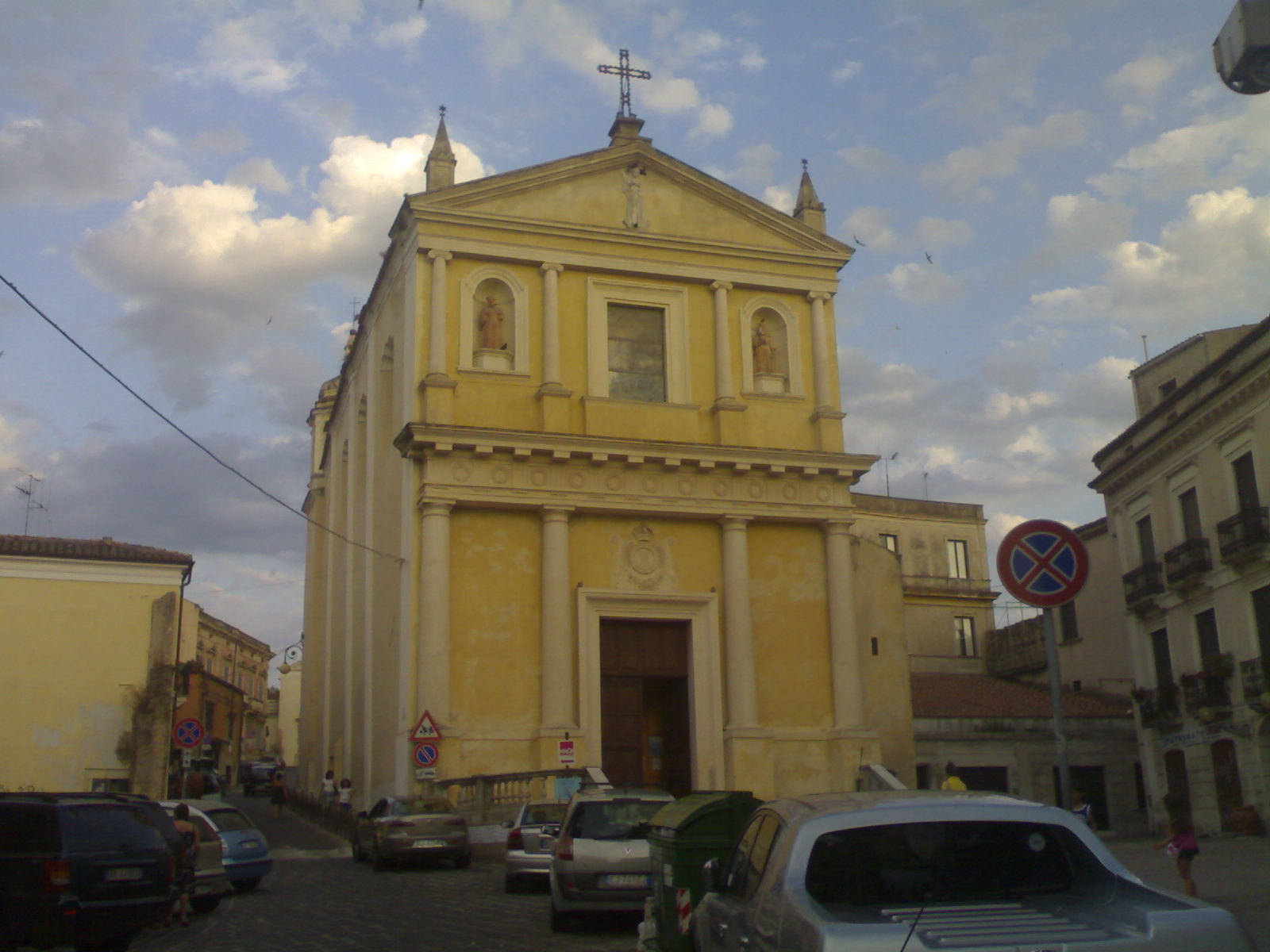
La chiesa vista da via Risorgimento; alle spalle, poco lontano, è possibile intravedere palazzo Gallucci e la chiesa di San Giuseppe.

La chiesa fu costruita nel 1554 sui resti di un edificio sacro di due secoli più vecchio.
Il 22 giugno 1777 la chiesa venne consacrata con rito solenne dall'allora vescovo Giuseppe Capocchiani.

## Descrizione
La facciata si presenta divisa in due livelli costituiti da colonne e portale, quello inferiore, e da colonne e nicchie, quello superiore. Nelle vicinanze dell'edificio si possono vedere i resti dell'antica cinta muraria che si ergono accanto alla chiesa.

### Interno
All'interno è caratterizzata dalle decorazioni parietali e dagli affreschi dal sapore barocco napoletano e legati allo stile pittorico del XIX secolo. Tra le varie opere d'arte custodite, di particolare interesse un crocifisso in legno seicentesco, trasportato qui dalla vicina chiesa di San Giuseppe che contiene uno dei pochi crocifissi al mondo, il “Cristo Crocifisso”, a rappresentare Gesù con gli occhi aperti, un attimo prima di morire e non con gli occhi chiusi, come siamo abituati a vedere.
L'abside, alle spalle dell'altare, è costituito da tre nicchie che custodiscono le statue dell'Immacolata Vergine Maria.

#### Cripta
Nel livello sottostante dell'edificio sacro è custodita la cripta che conserva alcune statue lignee, dipinti e un piccolo altare dove, in passato, i cristiani perseguitati si riunivano in preghiera. La sala è in parte affrescata con personaggi e storie dei Vangeli. In una piccola vetrata sono custoditi centinaia di teschi dei fedeli sormontati da una statua lignea del Cristo Risorto.